# Colloqui tedesco-sovietici del 1940

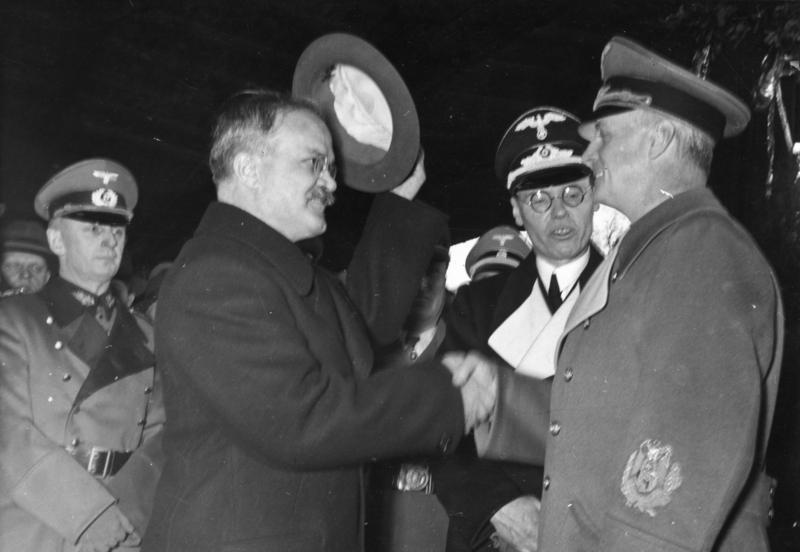
Joachim von Ribbentrop saluta Molotov a Berlino, novembre 1940

I colloqui tedesco-sovietici del 1940 si svolsero nell'ottobre e novembre 1940 e riguardarono la possibilità da parte dell'Unione Sovietica di rafforzare i suoi accordi con la Germania nazista ed eventualmente partecipare ad un piano globale di divisione in sfere d'influenza del continente euro-asiatico in collaborazione con le potenze del Patto tripartito.
A Berlino ebbe luogo una conferenza di due giorni fra il ministro degli esteri sovietico Vjačeslav Molotov, Adolf Hitler ed il ministro degli esteri tedesco Joachim von Ribbentrop, in cui si discussero con scarsi risultati le possibilità concrete di concludere un accordo generale. Molotov espresse critiche sull'operato tedesco, richiese precise garanzie di sicurezza per l'Unione Sovietica e l'appoggio tedesco contro la Finlandia e la Romania. Hitler apparve irritato ed evasivo.
La Germania non rispose ad una dettagliata proposta sovietica datata 25 novembre 1940, lasciando quindi in sospeso i negoziati, rompendo definitivamente il Patto Molotov-Ribbentrop nel giugno successivo con l'invasione dell'Unione Sovietica.

## Antefatti

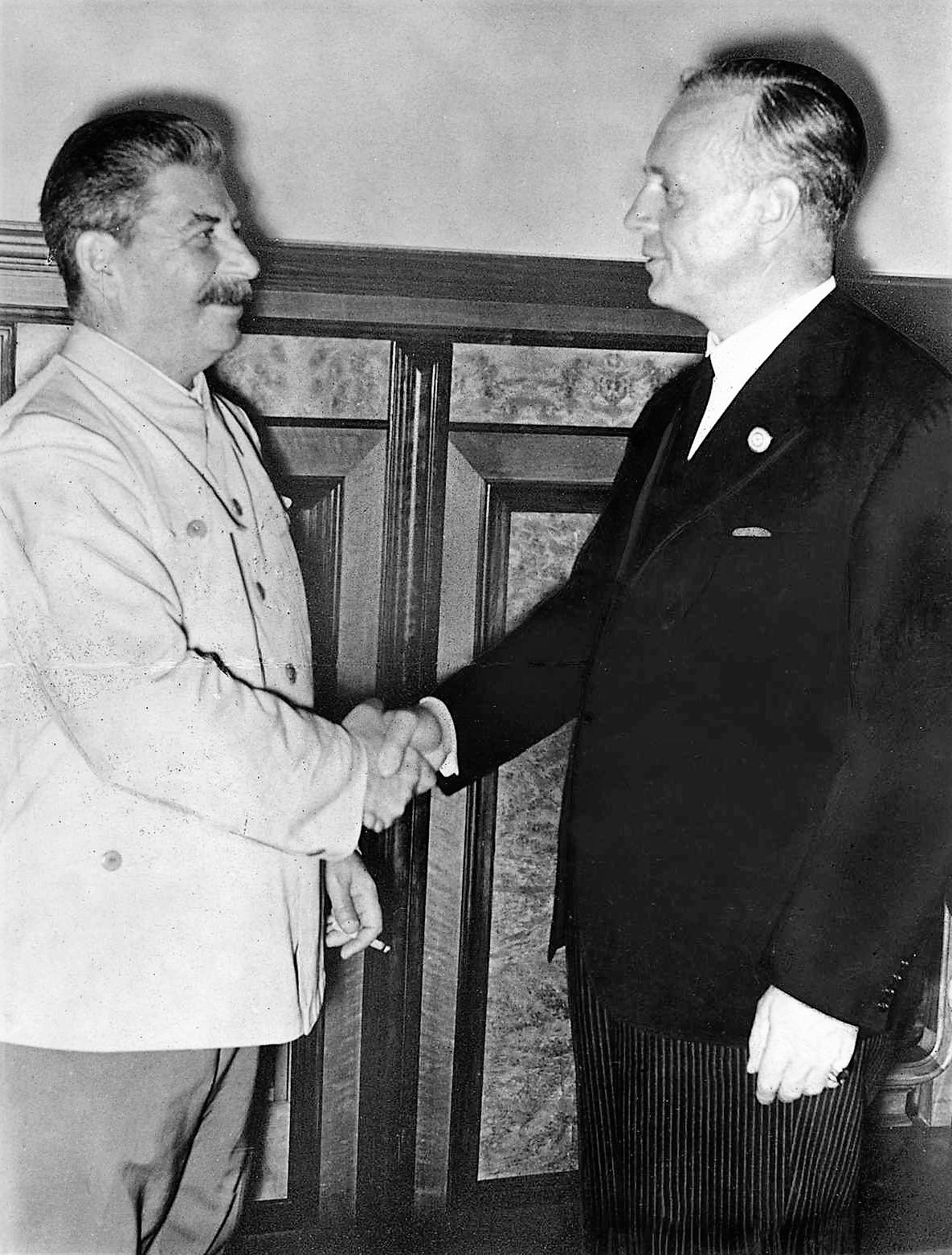
Ribbentrop e Stalin alla firma del Patto

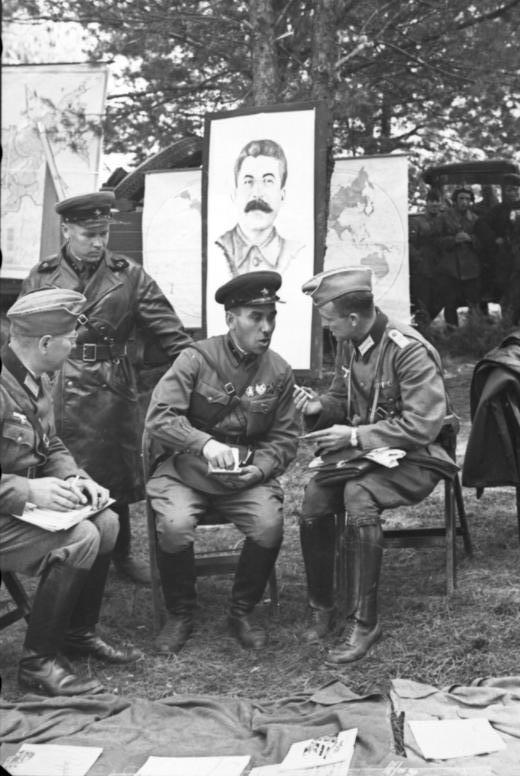
Soldati tedeschi e sovietici durante il trasferimento ufficiale di Brest sotto il controllo sovietico, di fronte alla foto di Stalin

### Le visioni opposte di Hitler e Stalin
Secondo Henry Kissinger, Stalin perseguiva una politica espansionistica per diffondere il comunismo sotto lo stretto controllo della dirigenza sovietica. Altre fonti interpretano in modo profondamente diverso gli obiettivi di politica estera di Stalin; secondo Giuseppe Boffa, il capo sovietico temeva fin dagli anni venti un nuovo attacco delle potenze capitaliste contro l'URSS; le scelte politiche del "socialismo in un solo Paese", della "collettivizzazione" forzata e dell'industrializzazione secondo i piani quinquennali discendevano anche dalla sensazione di un pericolo imminente e dalla necessità di affrettare i tempi del potenziamento economico e militare dell'URSS per eventualmente fronteggiare nuovi attacchi.
L'ascesa di Hitler nel 1933 e le sue minacciose ambizioni sulle terre dell'est spinsero inoltre Stalin a promuovere, attraverso l'Internazionale Comunista, la politica dei fronti popolari, l'alleanza con le forze democratiche e socialiste in funzione anti-fascista. Andrea Graziosi descrive l'acuto pericolo, avvertito negli anni venti dai dirigenti sovietici, di un attacco delle potenze capitalistiche occidentali (Polonia e Gran Bretagna) ed orientali (Giappone) contro l'URSS e ritiene che Stalin credesse realmente a queste minacce esterne.

### Accordi sovietico-tedeschi del 1939
Nell'agosto del 1939, a fronte dell'ennesimo rifiuto da parte del governo britannico e di quello francese delle proposte sovietiche di costituire un'alleanza anti-nazista, Germania ed Unione Sovietica stipularono il Patto Molotov-Ribbentrop, un trattato di non aggressione che conteneva protocolli segreti finalizzati a dividere l'Europa orientale fra le parti. Successivamente, i Paesi dell'Europa orientale invasi sarebbero stati annessi all'interno delle rispettive "sfere di influenza" ai sensi dell'accordo. I due Paesi inoltre firmarono una serie di accordi commerciali ed iniziarono un rapporto economico di quasi due anni, in base al quale l'Unione Sovietica fornì materie prime alla Germania in cambio di armi e tecnologia.
Durante l'estate del 1939, dopo aver condotto i negoziati con il gruppo anglo-francese e con la Germania per quanto riguardava possibili accordi politici e militari, l'Unione Sovietica scelse la Germania, con il conseguente accordo commerciale tedesco-sovietico del 19 agosto che prevedeva il commercio di determinate attrezzature militari e civili tedesche in cambio di materie prime sovietiche. Quattro giorni dopo venne firmato il Patto Molotov-Ribbentrop, che conteneva protocolli segreti che dividevano gli Stati nord-europei e dell'Europa orientale all'interno delle rispettive sfere di influenza.

### La spartizione della Polonia
La Germania sconfisse l'esercito della Polonia e la occupò in meno di un mese; nel mentre Stalin sfruttò l'occasione propizia e, prima che entrasse in vigore la sezione segreta del Patto Molotov-Ribbentrop, chiese un'alleanza ai Paesi Baltici con annesso permesso di installare basi militari in loco; inoltre chiese la modifica del patto, in modo da farsi assegnare la Lituania, con lo scopo di creare un cuscinetto davanti a Leningrado.

Il 17 settembre 1939 l'Armata Rossa occupò la porzione di territorio assegnatagli e dal novembre dello stesso anno tentò di invadere anche la Finlandia, rischiando di provocare l'entrata in guerra di Gran Bretagna e Francia, cosa che non avvenne.

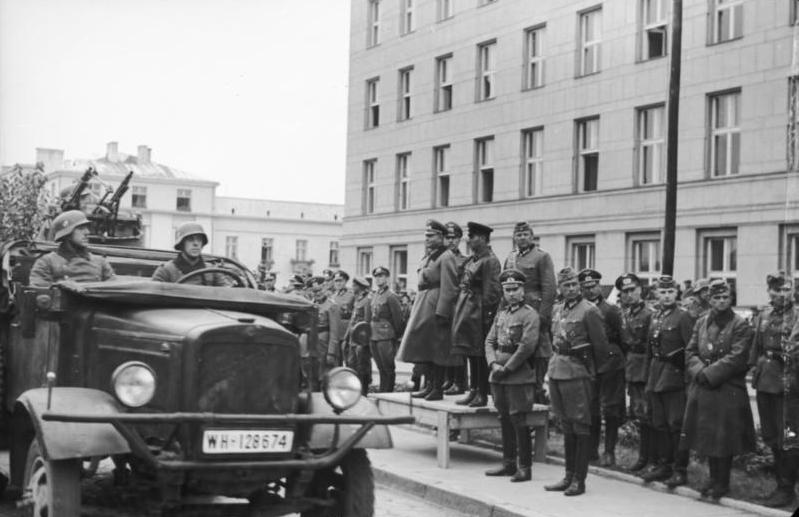
Generali sovietici e tedeschi sfilano in parata durante il trasferimento di Brest sotto il controllo sovietico il 23 settembre 1939

### Relazioni all'atto della spartizione della Polonia
Una settimana dopo la firma del Patto Molotov-Ribbentrop, iniziò la spartizione della Polonia con l'invasione tedesca della Polonia occidentale. Il Comintern sovietico sospese tutta la propaganda anti-nazista e anti-fascista, spiegando che la guerra in Europa era una questione fra Stati capitalisti che si attaccavano a vicenda per scopi imperialistici. Quando scoppiarono le dimostrazioni antitedesche a Praga, il Comintern ordinò al Partito Comunista di Cecoslovacchia di impiegare tutta la sua forza per paralizzare gli "elementi sciovinisti." Mosca costrinse presto il Partito Comunista Francese e il Partito Comunista di Gran Bretagna a schierarsi contro la guerra.
Nel 1940 Hitler propose una pace alla Gran Bretagna, con la scusante di porsi a garanzia della sua futura salvezza; tale proposta fu ovviamente respinta e Hitler cercò di invaderla, come già aveva fatto con la Francia; tale invasione si risolse nella sconfitta della "battaglia d'Inghilterra". Nello stesso anno Hitler ordinò la disposizione di piani per una futura invasione dell'Unione Sovietica, nonostante sperasse nell'aiuto di quest'ultima per una futura invasione della Gran Bretagna, la cui sopravvivenza si fondava sull'aiuto degli Stati Uniti e della stessa URSS.

### L'esclusione dell'URSS dal Patto tripartito
Nel 1940 Germania, Giappone e Italia firmarono il Patto tripartito, che le vincolava reciprocamente in caso di un'ingerenza militare di Gran Bretagna od USA; l'URSS fu volutamente lasciata fuori da tale trattato e, benché fosse rivolto esclusivamente contro gli Stati Uniti o la Gran Bretagna, se ne sentì comunque minacciata.

## I colloqui tedesco-sovietici del 1940 e la conferenza di Berlino
Il 13 ottobre von Ribbentrop scrisse una lettera direttamente a Stalin, infrangendo palesemente il protocollo diplomatico, nella quale lo rassicurava riguardo ai fini del Patto tripartito e accennava ad una possibile discussione riguardo all'ingresso dell'URSS nel trattato, invitando Molotov a restituire la visita di Ribbentrop recandosi a Berlino.
I negoziati iniziarono ufficialmente il 12 novembre del 1940.
Molotov si trovava in una posizione scomoda, poiché le possibilità erano due: entrare in guerra contro la Gran Bretagna o rischiare un'invasione da parte della Germania, data la chiara intenzione di Hitler di lanciare una campagna durante l'anno successivo.
Ribbentrop espose a Molotov i motivi della sicura vittoria tedesca e gli chiese poi di entrare nel Patto tripartito, aggiungendo anche la possibilità di un'espansione verso l'India britannica. Il Cremlino non aveva interessi in merito, invece avanzò pretese di garanzie della propria influenza sui Balcani e gli Stretti turchi. Molotov cercò di prendere tempo, dicendo che sarebbero stati necessari ulteriori accordi a lungo termine per la futura espansione di tutti i contraenti. 
Molotov si incontrò poco dopo con Hitler, ma l'incontro si risolse in un nulla di fatto; Molotov stava infatti cercando di prendere tempo, in attesa che Stalin decidesse se aiutare o meno la Germania per l'invasione della Gran Bretagna.
Tutto ciò si rivelò in realtà inutile: infatti il 14 novembre, quando il ministro sovietico lasciò Berlino, Hitler ordinò che i piani dello stato maggiore per l'invasione della Russia diventassero operativi.

### Le contromisure di Stalin
Temendo che la Germania, usando come scusa le mire espansionistiche del Giappone nei confronti della Cina, intendesse invadere la Russia, Stalin siglò un patto con il ministro giapponese Matsuoka, con il quale garantiva la non ingerenza dell'Unione Sovietica in caso di interventi militari giapponesi in Cina.
Inoltre l'8 maggio la TASS negò che vi fossero concentramenti di truppe al confine; nelle settimane seguenti l'Unione Sovietica interruppe i rapporti con i governi europei rifugiatisi in Gran Bretagna e riconobbe i governi fantoccio filo-tedeschi.
Infine, il 22 giugno, von der Schulenburg consegnò a Molotov una dichiarazione ufficiale di guerra; così Hitler diede inizio all'agognata invasione della Russia, segnando l'inizio della fine del Terzo Reich.

## Galleria d'immagini

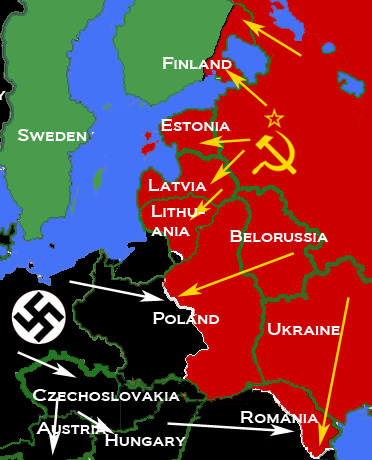
Avanzata del Terzo Reich e dell'Unione Sovietica fino alla fine del 1940.
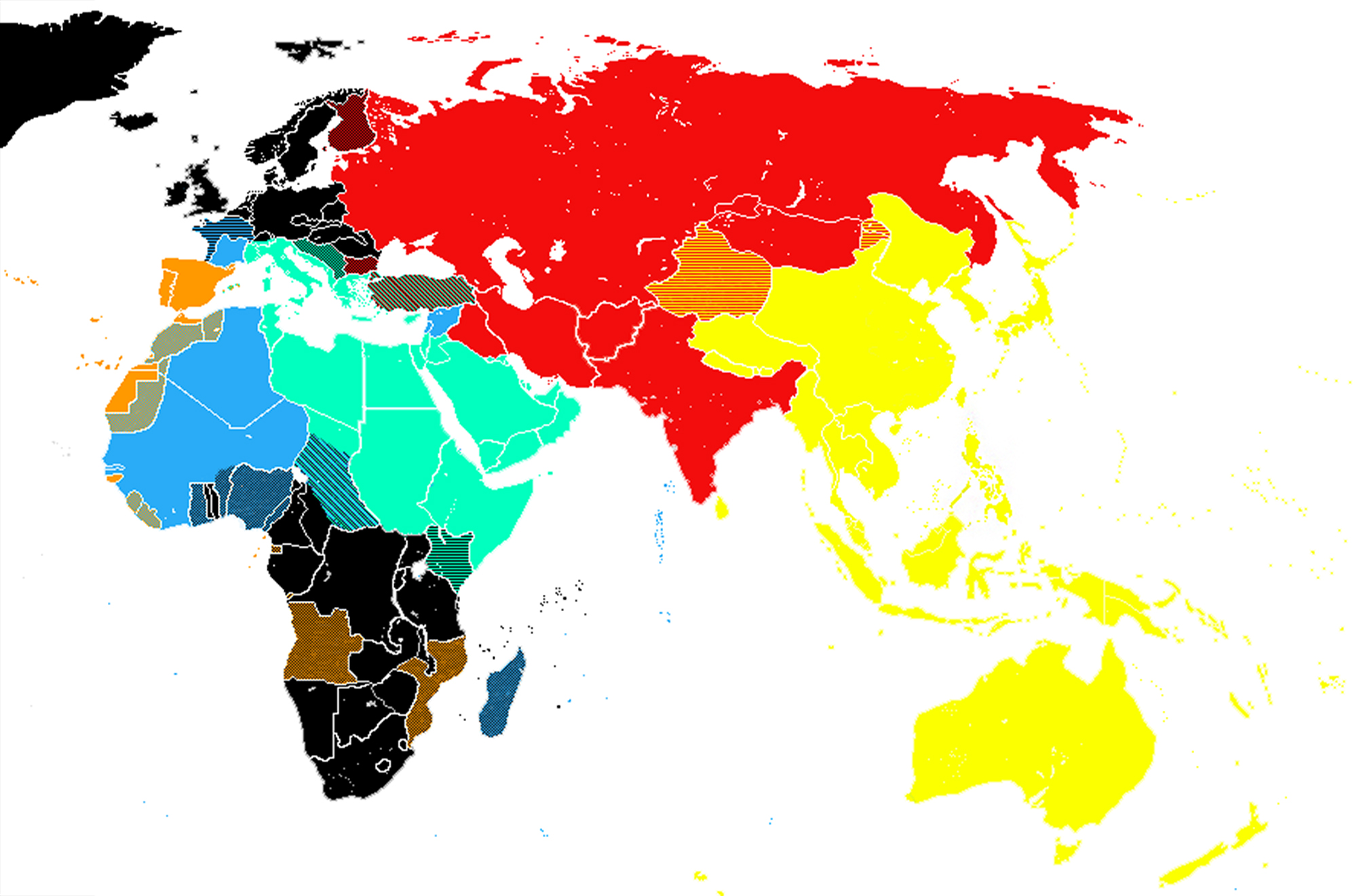
Proposta di suddivisione del vecchio mondo in sfere di influenza qualora l'URSS avesse accettato di aderire al Tripartito. La Francia di Vichy e la Spagna franchista sarebbero stati dei partner indipendenti minori.
Edizione della Pravda del 18 novembre 1940 che mostra Ribbentrop e Hitler a colloquio nei giorni precedenti.